# Consejo General Interinsular
El Consejo General Interinsular (en catalán: Consell General Interinsular) fue un órgano preautonómico de las Islas Baleares precedente del Parlamento de las Islas Baleares que fue creado en 1978 y desapareció en 1983 con la aprobación del Estatuto de Autonomía de Baleares.

## Presidentes
Fueron sus presidentes Jeroni Albertí (1978-1982) y Francesc Tutzó (septiembre de 1982 - mayo de 1983), ambos miembros de la Unión de Centro Democrático.
| Presidencia | Presidente | Presidente     | Inicio de la Presidencia | Fin de la Presidencia    | Partido | Vicepresidente  |
| ----------- | ---------- | -------------- | ------------------------ | ------------------------ | ------- | --------------- |
| 1           |            | Jeroni Albertí | 24 de julio de 1978      | 27 de septiembre de 1982 | UCD     | Francesc Tutzó  |
| 2           |            | Francesc Tutzó | 27 de septiembre de 1982 | 10 de junio de 1983      | UCD     | Miguel Llompart |

- Datos: Q2891969